# Rokumeikan
Rokumeikan (鹿鳴館, lit. Salão Choro do Cervo) foi um grande edifício de dois andares em Tóquio, completado em 1883, tornando-se um controverso símbolo da ocidentalização no período Meiji. Encomendado para a habitação de convidados estrangeiros pelo Ministro das Relações Exteriores do Japão Inoue Kaoru, foi projetado por Josiah Conder, um proeminente arquiteto ocidental trabalhando no Japão.

Rokumeikan em 1883-1900

Embora seu auge fosse breve, se tornou famoso pelas suas festas e bailes, que introduziram muitos japoneses de altos-níveis aos costumes ocidentais pela primeira vez, e ainda é um ícone na memória cultural do Japão. Ele foi, entretanto, amplamente usado para a acomodação de hóspedes do governo, e por reuniões entre japoneses que já viviam no estrangeiro, e sua imagem como um centro  de devassidão é em grande parte fictícia.

## História

### Antecedentes
O local do Rokumeikan estava em Hibiya, próximo ao Palácio Imperial num terreno onde anteriormente era usado como arsenal para o domínio de Satsuma. Após a Restauração Meiji, em 1872 tornou-se sede do secretariado encarregado das preparações para a Exibição de Viena em 1873. Entre julho de 1875 e outubro de 1881 foi ocupado pelo museu “Yamashita Monnai”, uma combinação de zoológico e jardim botânico, movido então para Ueno para a construção do novo edifício e seus jardins.
Visitantes Estrangeiros eram anteriormente hospedados no Enryōkan, uma construção originalmente erguida pelo Xogunato Tokugawa como parte de uma escola de treinamento para cadetes navais. Apesar das tentativas de modernização, o prédio era velho não era considerado satisfatório para a hospedagem de dignitários estrangeiros.

### Construção
Conder recebeu uma comissão para elaborar uma nova estrutura em 1880, e os trabalhos de construção começaram em 1881. Conder usou do estilo Renascentista Francês, usando um telhado Mansard no seu desenho, incorporando também um pórtico arcado com colunas. No entanto, o desejo de Conder de colocar elementos japoneses no desenho foi rejeitado. Somente o jardim, em que usou pinheiros, lampiões de pedras e lagoas, foi no estilo japonês.
Dificuldades foram encontradas na construção com o orçamento original de 100 000 ienes aumentado para 180 000 ienes antes da conclusão. Em contraste, o edifício do Ministério das Relações Exteriores custou somente 40 000 ienes para a construção. O edifício foi inaugurado em 28 de novembro de 1883 com um baile de gala para 1200 convidados, incluindo kazokus, burocratas e diplomatas, presidido por Inoue e sua esposa Takeko.

### A Era Rokumeikan
A intenção de Inoue com o Rokumeikan era impressionar visitantes ocidentais, criando uma atmosfera ocidental impecável em que os diplomatas autoridades estrangeiras não se sentiriam entre povos "nativos" mas entre povos culturalmente iguais. Ele esperava que eles se inclinassem a considerar o Japão como igual em termos de “civilização” nas mentes europeias, que facilitaria a renegociação de tratados desiguais, abolição da extraterritorialidade e agilizaria a entrada do Japão no grupo de potências imperiais.

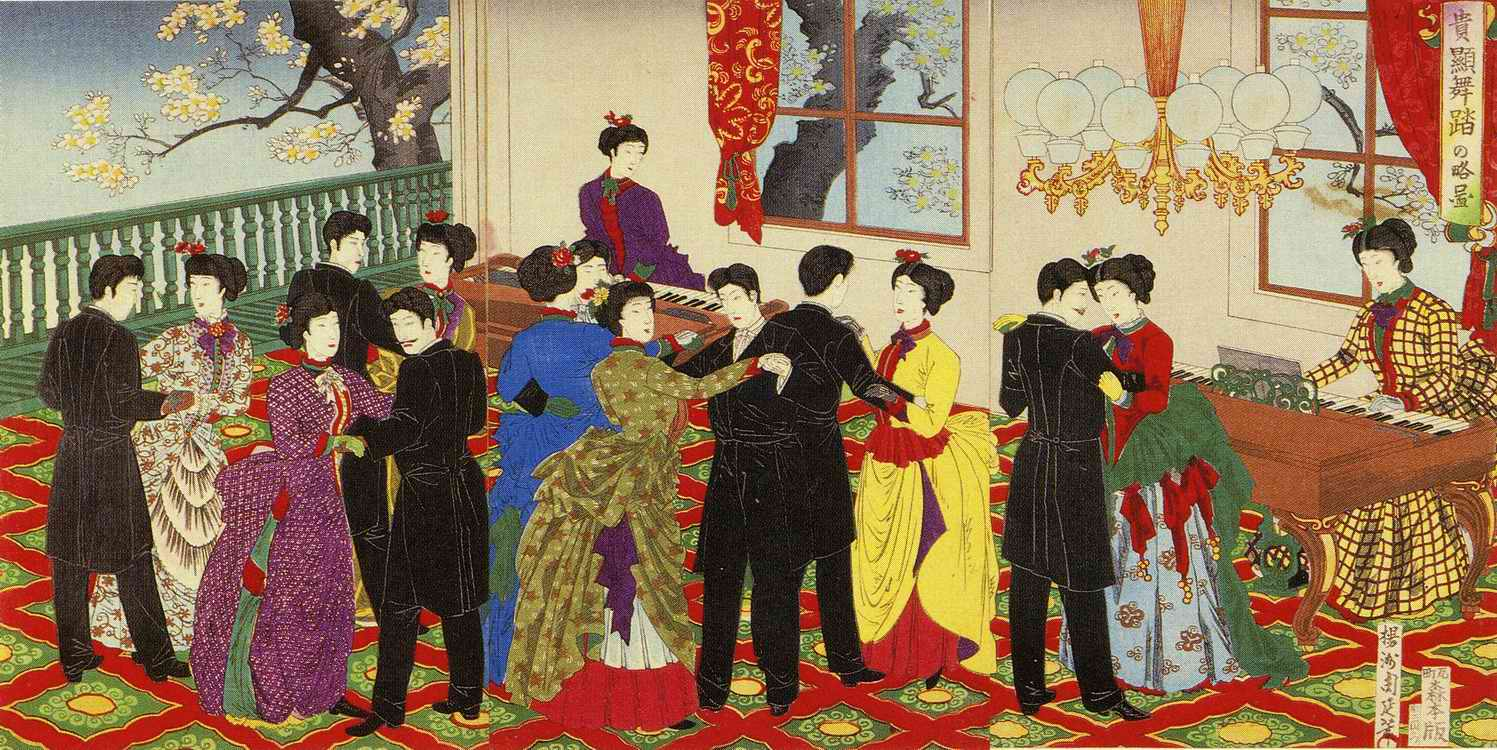
Ukiyo-e de Chikanobu representando uma dança no Rokumeikan

O Rokumeikan serviu elaborados banquetes, com menus escritos em Francês. No salão, gentlemen japoneses em Black tie importados de alfaiates de Londres dançavam  valsa, polka, quadrille, e mazurka com damas japonesas vestidas à moda de Paris. Residentes estrangeiros de Tóquio foram contratados como tutores de dança.
Embora o edifício de notáveis características ocidentais fosse elogiado por alguns visitantes, seu conceito foi deplorado por muitos outros com uma imitação de mau gosto. Pierre Loti, que chegou ao Japão em 1886, comparou a construção (no Japoneries d'Automne, 1889), com um cassino medíocre de uma vila spa Francês, e o baile em estilo europeu “uma apresentação de macacos”. Do mesmo modo, o notável artista francês Charles Bigot publicou uma desenho representando um japonês elegantemente vestido e uma mulher admirando-se em um espelho, mas o reflexo era um par de macacos.
Conservadores japoneses ficaram indignados pelo que percebiam ser a degeneração dos costumes tradicionais, especialmente pela proximidade entre homens e mulheres durante a dança, ligando aumentos de impostos com a suposta desmoralização e auto-indulgência do governo. Relatórios e fofocas dos comportamentos escandalosos dos oficiais de alta-patente (embora os mais notórios ocorreriam em casa privadas, e não no Rokumeikan), se incluíram à controvérsia.
O fracasso da "Diplomacia Rokumeikan" em alcançar seus objetivos de rever os tratados em favor do Japão levou ao descrédito em Inoue, que renunciou em 1887.

### O fim
Em 1890, o Hotel Imperial de Tóquio foi aberto próximo ao Rokumeikan (novamente com o envolvimento de Inoue), em uma escala maior. A abertura do hotel eliminou a necessidade do Rokumeikan como residência de estrangeiros. Os banquetes e bailes continuaram, e a reação nativa não diminuiu a construção de edifícios em estilo ocidental em Tóquio, mas com a crescente ocidentalização, senso de nacionalismo cultural, e a eventual eliminação dos Tratados Desiguais em 1899, o Rokumeikan constantemente diminuiu sua importância.
O prédio do Rokumeikan foi vendido em 1890, para uma associação da nobreza kazoku do Japão. Em 1897, Conder foi chamado para reparar o edifício e fazer alterações. Ficou conhecido com Clube dos companheiros (Kazoku Kaikan) pelas próximas décadas.
O edifício foi demolido em 1941, um evento que perturbou o arquiteto Taniguchi Yoshiro e, finalmente, o levou a criar o Meiji Mura para a preservação de edifícios do período Meiji.

## Nome
O nome "Rokumeikan" vem de um clássico chinês, o Shi Jing ("Livro das Canções"), e refere-se aos benefícios da hospitalidade. A ode 161 é intitulado Lù Míng, 鹿鳴, que é lido em japonês como rokumei. Ele foi escolhido por Hiromu Nakai, o primeiro marido de Takeko, esposa de Inoue.
Com agradáveis sons o cervo chama um ao outro, comendo o salsão dos campos. [...] Eu tenho aqui admiráveis hóspedes; cuja virtuosa fama é brilhantíssima. Eles mostram às pessoas como não ser inferior; os oficiais têm neles um padrão e modelo.
O nome é frequentemente traduzido com "Pavilhão Choro do Cervo", e em livros antigos a  tradução equivocada "Hall of the Baying Stag" é dada.
Quando adquirido pelo Kazoku Kaikan, foi renomeado para "O clube dos Companheiros", mas também havia outros nomes como Clube dos Nobres e Clube da Aristocracia.